# Limnophora argentifrontalis
Limnophora argentifrontalis este o specie de muște din genul Limnophora, familia Muscidae, descrisă de Shinonaga în anul 2005. Conform Catalogue of Life specia Limnophora argentifrontalis nu are subspecii cunoscute.